# Quintus Fabius Maximus Servilianus
Quintus Fabius Maximus Servilianus entstammte der römischen Adelsfamilie der Fabier und bekleidete 142 v. Chr. das Konsulat.

## Leben
Quintus Fabius Maximus Servilianus war der Sohn des Konsuls von 169 v. Chr., Gnaeus Servilius Caepio, und wurde vom Prätor des Jahres 181 v. Chr., Quintus Fabius Maximus, adoptiert. Der Konsul von 145 v. Chr., Quintus Fabius Maximus Aemilianus, wurde so sein Adoptivbruder.
Möglicherweise ist Fabius mit jenem Senator Quintus Fabius Maximus identisch, der 150 v. Chr. einen noch nicht zur Veröffentlichung bestimmten Beschluss des Senats einem nicht zu diesem politischen Gremium gehörigen Römer weitererzählte und daher von den amtierenden Konsuln streng gerügt wurde.
142 v. Chr. wurde Fabius zusammen mit Lucius Caecilius Metellus Calvus zum Konsul gewählt. Vielleicht schon in seinem Konsulat, spätestens aber während seiner Stellung als Prokonsul seit 141 v. Chr., führte er gegen den Anführer der Lusitaner, Viriathus, in Hispanien Krieg. Die Chronologie der lange dauernden Kämpfe der Römer gegen Viriathus wurde etwas klarer durch die zu Anfang des 20. Jahrhunderts erfolgte Auffindung neuer Bruchstücke einer Epitome des Historikers Titus Livius in Oxyrhynchos (Ägypten) und es konnten somit auch die Ungenauigkeiten und Fehler der ausführlichsten Quelle, Appian, etwas aufgehellt werden. Demnach kämpfte Fabius 141 v. Chr. mit neuen Kontingenten und mit Hilfstruppen der Numider zunächst einigermaßen erfolgreich gegen die Lusitaner; Viriathus musste sich zurückziehen. Dann eroberte Fabius in Baeturien und anschließend in Lusitanien selbst etliche schwer zu lokalisierende Ortschaften und besiegte auch einige Furcht und Schrecken verbreitende Bandenchefs. Durch Abtrennen der rechten Hand bestrafte er gefangengenommene Aufständische.
140 v. Chr. erhielt sein Bruder Quintus Servilius Caepio, der in diesem Jahr als Konsul amtierte, die weitere Kriegsführung gegen Viriathus übertragen, doch konnte er Fabius wegen längerer Verzögerungen in Rom nicht sogleich ablösen. Da gleichzeitig nicht prompt ein Nachfolger für den abberufenen Statthalter der anderen Provinz in Spanien ernannt worden war, regierte Fabius vorübergehend über die gesamte Iberische Halbinsel. Allerdings erlitt er nun herbe Rückschläge bei den Kämpfen gegen die Lusitaner und geriet in solche Gefahr, dass er einen für Rom sehr unvorteilhaften Feldherrenvertrag schließen musste, der praktisch die Souveränität der Herrschaft des Viriathus und seine Eroberungen in Südspanien anerkannte. Dieser Friedensschluss wurde zwar vom Volk in Rom angenommen, aber dennoch wegen seiner ungünstigen Bedingungen von Fabius’ Bruder und Nachfolger Quintus Servilius Caepio nicht akzeptiert.
Auch das Amt eines Pontifex bekleidete Fabius. Von ihm stammt ein aus mindestens zwölf Büchern bestehendes Werk, das sich mit dem Sakralrecht beschäftigte. Außerdem schrieb er Annalen, von denen aber nur zwei Fragmente erhalten blieben, die von Ereignissen aus der frühen Geschichte Roms handeln.
Sein Sohn war vermutlich Quintus Fabius Maximus Eburnus, Konsul des Jahres 116 v. Chr.